# 蘭伯布里奇 (北卡羅萊納州)
蘭伯布里奇（英語：Lumber Bridge）是一個位於美國北卡羅萊納州羅伯遜縣的城鎮。

## 人口
根據2020年美國人口普查的數據，蘭伯布里奇的面積為1.75平方千米，當中陸地面積為1.74平方千米，而水域面積為0.01平方千米。當地共有人口82人，而人口密度為每平方千米47人。